# Stelis minutissima
Stelis minutissima är en orkidéart som beskrevs av Carlyle August Luer. Stelis minutissima ingår i släktet Stelis och familjen orkidéer. Inga underarter finns listade i Catalogue of Life.